# あの頃。男子かしまし物語
『あの頃。男子かしまし物語』（あのころ。だんしかしましものがたり）は、劔樹人によるエッセイ。2014年5月22日にイースト・プレスから刊行された。2000年代初頭から東京に出てくるまでの数年間を過ごした大阪市阿倍野区での日々を描いた著者である劔の自伝的コミックエッセイであり、アイドルグループに夢中になっていた青春を仲間たちと謳歌しつつも、様々な困難に直面し少しずつ大人になっていく姿を描く。
2021年に映画版が公開。

## ストーリー
2003年。大阪に住んでいた頃の劔樹人は、大学卒業後も就職できずに心が弱っていた。余りにも凹んでいた劔に心配した友人が差し入れてくれたDVDに収録されていた松浦亜弥を見て劔は救われた。劔はその勢いでハロプロオタクの集まりである「ハロプロあべの支部」のイベントに出向くことになる。当時の大阪アンダーグラウンドバンド・サブカル界隈の人物が集中していた「ハロプロあべの支部」のメンバー達と出会い、劔は「ハロプロあべの支部」に加入する。 　やがて「ハロプロあべの支部」はバンド「恋愛研究会。」へと発展して行った。そこで繰り広げられたのは恋愛研究会。メンバー同士の交歓やファンとの交流。メンバー達が織りなす様々な面白おかしい逸話の数々であり、そこに存在していたのは「10年後の青春」であった。しかし、それも束の間。転職の為、一足先に上京したナカウチさんから劔は声をかけられ、追って上京した彼は東京にて本来の夢だったベーシストへの道を少しずつ叶えてゆく。同時に他の在阪メンバーも現実社会に即した、それぞれの大人の道を歩んで行き、「恋愛研究会。」での生活は過去のものとなりつつあった。  　そんな順風満帆な人生を送る劔に送られた悲報は、恋愛研究会。メンバーであるコツリンの末期肺がんによる入院だった。

## 登場人物
劔　樹人（つるぎ　みきと）
本作の主人公。
大学院受験に失敗し、ベーシストとして生活していくことを夢みるものの、現実には金なし、彼女なしの底辺生活を送っていた。
しかし、ある日、松浦亜弥のMVを観たことがきっかけでアイドルに夢中になる。「恋愛研究会。」ではベース担当。
りしゅう
バンド・赤犬メンバー。「ハロプロあべの支部」発起人。ソニンの大ファン。書籍版「恋愛研究会」。ではピアノ担当。
後述の映画には未出演。モデルは赤犬・リシュウ。
コツリン
劔樹人の友人。藤本美貴の大ファンではあるが、身長と器が小さいネット弁慶である。なおかつ金に汚く女に見境ない。「恋愛研究会。」ではヴォーカル担当、のちに肺がん（判明時には末期だった）を患って入院する。
だが入院前夜、彼は「明日からの入院による末期肺がんの手術。もうこれが人生最後かもしれん。」を理由として風俗嬢に強引なNGプレイを持ちかけるが・・・？
モデルとなった人物はコツリ。
ロビ先輩
常にサングラスをかけている。AV好きで男気のある人物である。石川梨華の大ファン。後輩のイトウさんに常に悪戯を仕掛けてはイトウさんを困らせている。「恋愛研究会。」ではヴォーカル担当。
モデルは赤犬・ロビン前田。
イトウさん
ロビ先輩の大学の後輩。鑑賞会はイトウの部屋で行われている。「恋愛研究会。」ではヴォーカル担当。
モデルはタカ・タカアキ（のちに赤犬）。
吉野さん（チリチリ・ホッチリ）
話を台無しにする色々と酷いエピソードを起こしたため面倒くさがられ、最期はコツリンにmixiでアク禁にされる。書籍版「恋愛研究会。」ではシンセサイザー担当。
（後述の映画には未出演。）。モデルはCD「FUTURETRON RECYCLER」プロデューサー・よしの番長。
西野さん
グループ中心人物。映像から小道具までなんでも制作する。一月にAV50本を借りる絶倫でもある。「恋愛研究会。」ではドラムス担当。
モデルは西野ヒロシ。
ナカウチさん
笑顔で不謹慎なことを言う好漢。転職の為、一足先に上京し、後に劔さんを東京へ誘う。書籍版「恋愛研究会。」ではヴォーカル担当。映画版「恋愛研究会。」ではキーボード担当。
モデルは中内龍
ヒロポン
恋愛研究会。唯一の常識人（映画には未出演）。当時は製薬会社勤務のサラリーマンであった。原作では、調子に乗った恋愛研究会が無駄に拡大させたトラブルを常識人の目として冷静に見つめトラブルを収束させる場面がある。
しかし、実際の恋愛研究会。ではコツリン＆ヒロポンで「チャゲ＆チャゲ」と言う恋愛研究会。内部ユニットを結成すると言う、不穏な面も匂わせていた。

## 書誌情報
- 劔樹人 『あの頃。男子かしまし物語』、イースト・プレス、2014年5月22日発売、ISBN 978-4781611921

## 映画
『あの頃。』（あのころ。）のタイトルで映画化され、2021年2月19日に公開された。監督は今泉力哉、主演は松坂桃李。

### キャスト
- 劔樹人：松坂桃李（20年後：いまおかしんじ[11]）
- コズミン：仲野太賀[3][4]
- ロビ：山中崇[3][4]
- 西野：若葉竜也[3][4]
- ナカウチ：芹澤興人[3][4]
- イトウ：コカドケンタロウ（ロッチ）[3][4][12]
- アール：大下ヒロト[13]
- 佐伯：木口健太[13]
- 靖子：中田青渚[13]
- 奈緒：片山友希[13]
- 松浦亜弥：山﨑夢羽（BEYOOOOONDS）[14]
- 馬場：西田尚美[13]
- 志恵：未羽[15]
- 愛田もなみ：増澤璃凜子[16]
- 風俗嬢：中田クルミ[17]
- ホームレス老人：五頭岳夫[18]
- 山科圭太[19]
- 泉拓磨[20]
- 弁当の男：遠藤雄斗[21]
- ぱいぱいでか美[11]
- 松尾渉平
- 誘導員：橘美緒
- 吉田カルロス[22]
- オタク：天野ジョージ[23]
- 鎌田順也
- 小竹原晋
- 緒方ちか[24]
- 婦人服店店員：どんぐり[11]
- 泉光典
- 看護師：片桐美穂[25]
- 夏目純（看護師）：キキ花香[26]
- 佐々木詩音
- ハルカ
- 永井ちひろ[27]
- 萩谷まきお
- 増子直純（怒髪天）[11]
- ニーネ[11]
- MONO NO AWARE[11]
- （他、カメオ出演として「ロビン前田」本人が観客として出演している）

### スタッフ
- 原作：劔樹人『あの頃。男子かしまし物語』（イースト・プレス刊）
- 監督：今泉力哉
- 脚本：冨永昌敬[2][3]
- 音楽：長谷川白紙
- 製作：鳥羽乾二郎、小西啓介、藤本款、吉田尚子、鈴木仁行、光岡太郎、嶺脇育夫
- 企画プロデュース：紀嘉久
- プロデューサー：杉本雄介、高根順次、田坂公章
- ラインプロデューサー：和田大輔
- 撮影監督：岩永洋
- 美術：禪洲幸久
- 装飾：中澤正英、龍田哲児
- 照明：加藤大輝
- 録音・整音：根本飛鳥（J.S.A.）
- 編集：佐藤崇
- 衣装：神田百実
- ヘアメイク：寺沢ルミ
- 音楽ディレクター：山崎ごう
- VFXディレクター：呉岳
- サウンドミキサー：浜田洋輔
- キャスティング：田端利江
- 助監督：窪田祐介
- 制作担当：狩野修吾、原田耕治
- 助成：文化庁文化芸術振興費補助金（映画創造活動支援事業）独立行政法人日本芸術文化振興会
- 制作プロダクション：レスパスビジョン
- 制作協力：レスパスフィルム
- 配給・宣伝：ファントム・フィルム
- 製作幹事：日活、ファントム・フィルム
- 製作：『あの頃。』製作委員会

### 評価
キネマ旬報社が運営するKINENOTEの「キネ旬Review」では、映画評論家の北川れい子は「門外漢には一種の秘密結社にも見えるオタクたちの友情は、これはこれで説得力がある」とコメントし、ライターの佐野亨は「1979年生まれの劔樹人の原作を、75年生まれの冨永昌敬が脚色し、81年生まれの今泉力哉が監督して映画化。この三者の微妙な年齢差がおそらく重要」とバランスを評価し、映画評論家の福間健二は「芸も音楽能力も達者揃いのキャスティングで楽しませる」と評した。

## 音楽CD
映画公開を記念してコンピレーションアルバム「ハロー!プロジェクトの全曲から集めちゃいました! Vol.7 映画『あの頃。』編（劔樹人）」が2021年2月10日にタワーレコード限定で発売。タワーレコード限定で発売していたハロー!プロジェクトコンピレーションアルバムシリーズを7年ぶりに復活させたもので、劇中時代に沿った2002年から2005年の楽曲を中心に収録。松浦亜弥を演じた山﨑夢羽の『奇跡の香りダンス。』も初音源化した。